# Вестман, Владимир Ильич
Владимир Ильич Вестман (1812—1875) — русский дипломат, товарищ министра иностранных дел, сенатор; действительный тайный советник.

## Биография
Родился 2 (14) сентября 1812 года. Сын Ильи Карловича Вестмана, долгое время служившего обер-секретарём в Коллегии иностранных дел.
В 1829 году окончил Благородный пансион при Санкт-Петербургском университете и поступил на службу в Министерство иностранных дел где прослужил всю свою жизнь. В 1846 году был назначен вице-директором Канцелярии Министерства иностранных дел; затем (до 1865 года) её директор.
С 1840 года — камер-юнкер; с 1848 — камергер (1848). Продвижение по службе в чинах: статский советник (6.04.1846), действительный статский советник (старшинство 8.04.1851), тайный советник (старшинство 12.04.1859), действительный тайный советник (старшинство 1.01.1873). В 1850 году значился почётным герольдмейстером ордена Св. Александра Невского.
Был назначен сенатором 29 октября 1866 года; присутствовал в Общем собрании первых трёх Департаментов и Департамента герольдии Правительствующего Сената. С 1866 года до своей смерти был товарищем министра иностранных дел. Во время отсутствия в столице министра Горчакова управлял и всем министерством.
Зимой 1874/1875 гг. «посреди праздника в Аничковом дворце» был «поражён апоплексическим ударом», после чего был увезён родственниками за границу для лечения и по прибытии в Висбаден 15 (27) мая 1875 года скончался от повторного удара.

## Награды
Российские
- орден Св. Владимира 3-й ст. (1849),
- знак отличия беспорочной службы за XX лет (1850),
- орден Св. Станислава 1-й ст. (1853),
- орден Св. Анны 1-й ст. (1855),
- Золотая табакерка с бриллиантами и вензелем Ее Императорского Величества Государыни Императрицы Александры Федоровны (1855),
- знак отличия беспорочной службы за XXV лет (1855),
- Императорская корона к ордену Св. Анны 1 ст. (1858),
- орден Св. Владимира 2-й ст. (1861),
- орден Белого Орла (1864),
- орден Св. Александра Невского (1869),

Иностранные:
- Сицилийский орден Франциска I Командорский крест (1845),
- Сардинский орден Святых Маврикия и Лазаря Командорский крест (1846),
- Виртемберский орден Короны командорский крест (1846)
- Нидерландский орден Дубового венка командорский крест (1846),
- Австрийский орден Железной Короны 2-й ст. (1847),
- Саксен-Альтенбургский орден Эрнеста 1-й ст. командорский крест (1848),
- Датский орден Данеброг командорский крест (1847),
- Португальский орден Непорочного Зачатия командорский крест (1851),
- Шведский орден Полярной звезды командорский крест (1853),
- Французский орден Почётного легиона командорский крест (1857),
- Бельгийский орден Леопольда 2-й ст. (1859),
- Прусский орден Красного орла 1-й ст. (1865),
- Греческий орден Спасителя большой крест (1867),
- Ольденбургский орден Заслуг Петра-Фридриха-Людвига большой крест (1868),
- Черногорский орден за независимость Чёрной горы 1-й ст. (1869),
- Баварский орден Короны 1-й ст. (1869).

## Семья
Был женат с 10 января 1843 года на фрейлине Марии Николаевне Стюрлер (1822—1902), дочери смертельно раненого декабристом П. Г. Каховским во время восстания на Сенатской площади полковника Николая Карловича Стюрлера. Их дети:
- Мария (11.04.1844—?)
- Александр (1.12.1846—17.04.1923) — дипломат, тайный советник, гофмейстер
- Илья (23.09.1849—03.11.1912) — генерал-лейтенант
- Екатерина (28.04.1851—?), замужем за адмиралом С. С. Лесовским
- Софья (13.05.1853—3.01.1914) — фрейлина; с 1879 года замужем за П. А. Бильдерлингом
- Анна (25.10.1855 — не ранее 1915), замужем за братом матери Александром Николаевичем Стюрлером
- Евгения (07.06.1858)
- Владимир (03.06.1861—26.07.1933)[3][4] — гофмейстер, действительный статский советник, чиновник особых поручений
- Николай (14.01.1868—?)[5] — директор Департамента общих дел Министерства народного просвещения.